# Bundesstraße 483
Pour les articles homonymes, voir Route 483.
La Bundesstraße 483 est une Bundesstraße du Land de Rhénanie-du-Nord-Westphalie.

## Géographie
La B 483 relie les villes de Schwelm, Ennepetal, Radevormwald et Hückeswagen.

## Histoire
La B 483 est créée au début des années 1960 pour améliorer le réseau routier fédéral. À Radevormwald, elle suit le même tracé que la Bundesstraße 229. Cependant, comme il s'agit de moins d'un kilomètre, la deuxième traversée n'est pas mentionnée dans le parcours (contrairement à l'habitude).
La B 483 est une section dangereuse près de Radevormwald, car elle est très sinueuse et de nombreux usagers de la route n'adaptent souvent pas leur vitesse en conséquence.
Depuis plus de 40 ans, on discute d'une nouvelle construction de la ligne dans la région de Schwelm (B 483n). Ce tronçon de 8,6 km, conçu comme un contournement de Schwelm, est classé comme un besoin urgent dans le Plan fédéral d'infrastructure de transport 2030.

## Source
- (de) Cet article est partiellement ou en totalité issu de l’article de Wikipédia en allemand intitulé « Bundesstraße 483 » (voir la liste des auteurs).

1. ↑  (de) « Projektinformationssystem (PRINS) zum Bundesverkehrswegeplan 2030, Hauptprojekt B54/B483-G10-NW, Teilprojekt 2: B 483 OU Schwelm », sur bvwp-projekte.de (consulté le 27 avril 2022)